# Клеман, Огюстен-Жан-Шарль
Огюсте́н Жан Шарль Клема́н (фр. Augustin-Jean-Charles Clément; 1717—1804) — епископ версальский.

## Биография
Ревностный янсенист и смелый обличитель иезуитов. Во время Революции принёс гражданскую присягу; тем не менее, был заточён как священник и в 1794 пробыл 8 месяцев в тюрьме. После освобождения, несмотря на свои 80 лет, вместе с Грегуаром стал действовать и писать, защищая религию, и в 1797 был назначен конституционным версальским епископом. 
Издал брошюры о нерасторжимости брака и о разводе, о праздновании воскресенья, несмотря на закон о декадах, и др. Неоднократно Клеман обращался к Пию VII, как и к предшествовавшим папам, с просьбой возобновить в церкви древнюю, чистую веру и просил созвать вселенский собор. Когда папа вступил с Наполеоном в переговоры о конкордате, Клеман сложил с себя епископский сан.